# Бесерра, Эльсон
Э́льсон Бесе́рра (исп. Elson Evelio Becerra Vaca; 26 апреля 1978 года, Картахена, Колумбия — 8 января 2006 года, там же) — колумбийский футболист, нападающий.

## Биография
Воспитанник клуба «Депортес Толима». Будучи игроком этого клуба, стал в составе сборной Колумбии в 2001 году победителем Кубка Америки — первого титула в истории колумбийского футбола.
После успеха в сборной перешёл в более престижный клуб «Хуниор» из Барранкильи, затем выступал в «Америке» из Кали.
В 2003 году вместе со сборной Колумбии занял 4-е место на Кубке Конфедераций. В полуфинале турнира именно Бесерра первым пришёл на помощь Марку-Вивьену Фоэ, но все попытки спасти камерунского игрока в итоге оказались безуспешными.
В том же 2003 году последовал довольно неожиданный отъезд в Объединённые Арабские Эмираты. С тех пор в сборную не привлекался.
8 января 2006 года Эльсона и его товарища Александра Риоса застрелили в одном из ночных клубов Картахены. Известно, что за несколько дней до того Эльсон подрался со своими будущими убийцами. Бесерра скончался уже в клинике.

## Титулы и достижения
- Победитель Кубка Америки (1): 2001